# Davide Dato

Ketevan Papava e Davide Dato in Josephs Legende di John Neumeier (2015)

Davide Dato (Biella, 20 agosto 1990) è un danzatore italiano, primo ballerino del Wiener Staatsballett dal 2016.

## Biografia
Dopo il conseguimento del diploma di maturità, e il diploma a massimi voti presso la scuola di ballo dell'Opera di Vienna nel 2008, entra nella compagnia del Wiener Staatsballett. Ha scalato rapidamente i ranghi della compagnia, venendo promosso al rango di solista nel 2013 e di primo ballerino nel 2016.
Il suo vasto repertorio con la compagnia annovera coreografie di Frederick Ashton, George Balanchine, John Cranko, William Forsythe, Manuel Legris, Roland Petit, Peter Wright, Kenneth MacMillan e John Neumeier. Inoltre ha danzato in molti ruoli coreografati da Rudol'f Nureev, tra cui Abderachman in Rajmonda, per cui ha ricevuto una candidatura al Prix Benois de la Danse nel 2017.

## Premi
- 2008 – Medaglia d´argento al Concorso Internazionale "Premio Roma"
- 2008 – 1. premio e Orso d’oro al concorso Internazionale "Vignale Danza" -  Torino
- 2008 – 1. premio e medaglia d´oro all Concorso Internazionale di Istanbul, Turchia.
- 2010 – Premio Anita Bucchi
- 2010 – Premio "Talento" dell´anno della compagnia dell`Opera di Stato di Vienna assegnato dal "Ballettclub Wiener Staatsoper & Volksoper"
- 2010 – "Premio Anita Bucchi" come "Miglior Danzatore"
- 2011 – Premio Guido Lauri
- 2011 – Premio Maria Antonietta Berlusconi
- 2015 – Migliore ballerino Italiano sulla scena internazionale Premio Positano Léonide Massine
- 2016 – "Tänzer des Jahres 2016" (Ballerino dell´anno 2016) rivista di critica della danza tedesca "Tanz"
- 2016 – "Prix Ballet 2000", Cannes
- 2017 – Nomina "Prix Benois de la Danse" - Teatro Bolshoi di Mosca" per il ruolo di "Abderachman" nell balletto Raymonda di "Rudolph Nureyev"
- 2021 – Premio Danza&Danza al Miglior Ballerino
- 2021 - Premio ASI Italiani nel mondo